# 아리랑파티
〈아리랑파티〉는 타악 솔리스트 최소리를 주도로 타악연주를 기본으로 태권도, 마샬아츠, 비보잉, 창작무용, 현대무용 등 여러 예술적인 공연이 어우러지는 퍼포먼스 공연이다. 2007년 5월, 서울 대학로 라이브 극장에서 시즌1이 처음 공연된 후 현재 시즌4까지 이어지고 있다. 2009년 8월부터 190여개국을 대상으로 세계투어를 시작할 예정이다.

## 각 시즌별 특징
- 아리랑파티 시즌1 《아리랑파티》
  - 2007년 5월 대학로 라이브 극장에서 공연되었으며, 타악연주가 주를 이뤘다. 한국관광공사에서 주최하고 문화관광체육부에서 후원하는 넌버벌 퍼포먼스 페스티벌인 코리아 인 모션에서 '올해의 넌버벌 퍼포먼스 상'을 수상했다.
- 아리랑파티 시즌2  《화투》
  - 2008년, 비보잉 위주의 공연이었으며, 영국 에딘버러 페스티벌에 초청되어, 페스티벌의 개막 퍼레이드 때 공연되었다.
- 아리랑파티 시즌3 《Legend of Korea》
  - 창작무용이 위주였던 공연이며, 영국 에딘버러 페스티벌에서의 공연 이후 제작된 시즌이다. 코리아 인 모션의 개막 공연작으로 선정되었으며, 2008년 우수 작품상을 수상했다.
- 아리랑파티 시즌4 《쇼! 태권 아리랑파티》
  - 태권도와 마샬아츠의 결합이 주를 이루는 공연이다.